# Chiopris-Viscone
Chiopris-Viscone (friuli nyelven Cjopris e Viscon) település Olaszországban, Friuli-Venezia Giulia régióban, Udine megyében. Lakosainak száma 692 fő (2023. január 1.). Chiopris-Viscone Cormons, Medea, San Giovanni al Natisone, San Vito al Torre és Trivignano Udinese községekkel határos.

## Népesség
A település népességének változása:
| Lakosok száma | 650  | 648  | 692  |
|               | 2017 | 2018 | 2023 |